# Moussa Diarra (ur. 2000)
Moussa Diarra (ur. 10 listopada 2000 w Stains) – malijski piłkarz grający na pozycji lewego obrońcy. Jest wychowankiem klubu Toulouse FC.

## Kariera klubowa
Swoją karierę piłkarską Diarra rozpoczął w klubie Toulouse FC. W 2018 roku zaczął grać w jego rezerwach, a w 2019 roku awansował również do pierwszego zespołu. 10 listopada 2019 zadebiutował w nim w Ligue 2 w przegranym 0:3 wyjazdowym meczu z Montpellier HSC. W sezonie 2021/2022 awansował z Toulouse do Ligue 1, a w sezonie 2022/2023 zdobył z nim Puchar Francji.
| Sezon   | Klub          | Kraj    | Rozgrywki              | Mecze | Bramki |
| ------- | ------------- | ------- | ---------------------- | ----- | ------ |
| 2018/19 | Toulouse FC B | Francja | Championnat National 3 | 15    | 0      |
| 2019/20 | Toulouse FC   | Francja | Ligue 2                | 1     | 0      |
| 2019/20 | Toulouse FC B | Francja | Championnat National 3 | 13    | 0      |
| 2020/21 | Toulouse FC   | Francja | Ligue 2                | 17    | 0      |
| 2021/22 | Toulouse FC   | Francja | Ligue 2                | 25    | 0      |
| 2021/22 | Toulouse FC B | Francja | Championnat National 3 | 1     | 0      |
| 2022/23 | Toulouse FC   | Francja | Ligue 1                | 23    | 0      |

## Kariera reprezentacyjna
W reprezentacji Mali Diarra zadebiutował 28 marca 2023 w przegranym 0:1 meczu kwalifikacji do Pucharu Narodów Afryki 2023 z Gambią, rozegranym w Casablance. W 2024 roku powołano go do kadry na Puchar Narodów Afryki 2023. Rorzegrał w nim jeden mecz, grupowy z Namibią (0:0).